# L'amorosa inchiesta
L'amorosa inchiesta è una raccolta di racconti di Raffaele La Capria, pubblicata per la prima volta nel 2006.

## Trama
L'opera consiste in una raccolta di tre lettere indirizzate rispettivamente al primo amore, alla prima figlia e al padre morto. Le tre lettere sono precedute, a mo' di epigrafe, dalla ottava IX, 7 dell'Orlando Furioso («Tra il fin d'ottobre e il capo di novembre / ... / Orlando entrò ne l'amorosa inchiesta»), donde il titolo dell'opera. Raffaele La Capria ha dichiarato, in un'intervista televisiva alla RAI, di aver scritto «ponendomi "al fin d'ottobre e al capo di novembre", cioè in un'età avanzata, e ho raccontato la stessa inadeguatezza in tutte e tre le epoche della mia vita». Le tre lettere costituiscono lo spunto per «riflessioni sui rapporti con se stesso e con gli altri, quasi a rappresentare un'inchiesta sui sentimenti. Un'occasione per fermare il tempo e riparare agli errori commessi».
L'opera, giudicata una delle opere fondamentali di La Capria, vinse il Premio Flaiano per la narrativa nel 2006. Nel 2014 ne è stato tratto uno spettacolo teatrale scritto e diretto da Luca De Fusco, con Gaia Aprea.

## Edizioni
- Raffaele La Capria, L'amorosa inchiesta, Milano: A. Mondadori, 2006, Coll. Scrittori italiani e stranieri, 124 p, ISBN 88-04-55331-6
- Raffaele La Capria, L'amorosa inchiesta, Milano: Oscar Mondadori, 2007, Coll. Oscar narrativa n. 1953, 124 p, ISBN 978-88-04-56882-7
- Raffaele La Capria, L'estro quotidiano; L'amorosa inchiesta; A cuore aperto, Collezione Oscar scrittori moderni n. 2116, Milano: Oscar Mondadori, 2016, 286 p.; ISBN 978-88-04-63123-1